# Олесь Гончар. Слово як зброя
«Олесь Гончар. Слово як зброя» — український повнометражний документальний фільм режисерки Катерини Стрельченко у жанрі біографічної історичної драми. Створений продакшн-студією «12-й кадр» за підтримки програми «Культурна столиця» (м. Дніпро). Фільм розповідає про життя Олеся Терентійовича Гончара, його письменницьку і громадську діяльність, роль в українській культурі та відтворенні Незалежності України.

## Знімання
Перед зніманнями у травні 2021 року у Дніпровському національному університеті ім. О. Гончара пройшов кастинг серед студентів-філологів на ролі оповідачів у фільмі. Переможцями стали Олеся Савченко, Анна Іванова, Анна Бродовська та Андрій Шеремет. Дмитро Шведов, студент-програміст, приєднався до команди після додаткового відбору.
Знімання фільму розпочалися на початку липня 2021 року у Ломівці у музеї-садибі Олеся Гончара.
Продовжилися у Дніпрі, Полтаві, селах Сухе, Хорішки, селищі Козельщина Полтавської області, Харкові, Новомосковську і Києві.
Завершилися знімання у жовтні 2021 року фільмуванням постановочних сцен історичних реконструкцій та моноспектаклю за мотивами щоденників та листування Олеся Гончара.

## Сюжет
За сюжетом п'ятеро студентів Дніпровського університету імені Олеся Гончара відправляються у мандрівки, аби на власні очі побачити знакові для літератора місця: у Дніпрі, Харкові, на Полтавщині, у Новомосковську та Києві.
Створені художні реконструкції дають можливість відчути атмосферу минулих літ, зрозуміти мотивацію Гончара, його життєві дилеми на різних життєвих етапах.
Роль «душі Гончара» у моновиставі на основі щоденників і листів зіграв актор Дніпровського драматичного театру ім. Т. Шевченка Олег Олексишин.
Інтерв'ю з експертами, очевидцями, родичами Гончара стали основою для аналізу причинно-наслідкових зв'язків у біографії Гончара, історії України, української культури. 
У фільмі згадуються події, які відіграли значну роль у житті Олеся Гончара: Голодомор, Німецько-радянська війна 1941—1945 рр, в тому числі німецька окупація Харкова, V з'їзд Спілки письменників України, створення «Листа творчої молоді Дніпропетровська», Революція на граніті, проголошення Незалежності України.
Стрічка також розповідає про роботу над знаковими творами Олеся Гончара: новелою «Модри Камінь», трилогією «Прапороносці», романом «Собор» та іншими, а також про наслідки публікації цих творів для самого автора і для України.

## Камерна прем'єра
Публічна прем'єра фільму була запланована на кінець лютого 2022 року у Дніпрі, проте була скасована через російське вторгнення в Україну.
Творча команда вирішила зробити камерну прем'єру на день народження Олеся Гончара 3 квітня 2022 року. Аби закінчити монтаж до цієї дати, оператор і режисер монтажу Дмитро Панков спеціально повернувся на один день з лав Української добровольчої армії, де проходив службу. Прем'єра відбулася для вдови Олеся Гончара Валентини Данилівни і його онуки Лесі. Вони переглянули стрічку під Києвом у будинку, в якому жив письменник.

## Благодійний тур
У травні-липні 2022 року пройшов благодійний тур фільму містами Європи. Мета туру — збір коштів для захисників України та постраждалих від російської агресії громадян, а також популяризація української культури.
Покази пройшли у таких містах:
- Кошиці[4], Банська Бистриця[5] ( Словаччина),
- Будапешт[6] ( Угорщина),
- Острава[7], Черношице[8] ( Чехія),
- Познань[9], Краків[10]. Новий Сонч[11], Вроцлав[12] ( Польща),
- Гаргждай[13] ( Литва),
- Берлін[14], Нюрнберг[15] Мюнхен[16] ( Німеччина),
- Амстердам[17], Роттердам[18] ( Нідерланди),
- Тбілісі[19][20] ( Грузія),
- Хаабнееме[21] ( Естонія),
- Люцерн[22], Женева[23] ( Швейцарія),
- Париж[24], Бордо[25] ( Франція),
- Барселона[26][27], Мадрид[28], Севілья[29] ( Іспанія),
- Лісабон[30], Порту[31], Албуфейра[32], Сан-Браш-де-Алпортел[33] ( Португалія),
- Мілан[34] ( Італія).

У Монреалі ( Канада) відбувся показ за участі творчої групи, що спілкувалася з глядачами за допомогою відеозв'язку.

У Боготі ( Колумбія) також відбувся благодійний показ, організований українською діаспорою.